# Ötztalstraße
Die Ötztalstraße B 186 ist eine Landesstraße in Österreich und verbindet das Tiroler Inntal mit dem Ötztal.

## Geschichte
Bis in die Mitte des 19. Jahrhunderts war der Weg ins Ötztal nur bis Längenfeld befahrbar. 1895 beschloss der Tiroler Landtag, eine Straße durch das Ötztal ins Passeier zu bauen. Der Weg wurde ab 1898 mit finanzieller Unterstützung des Staates zu einer befahrbaren Straße ausgebaut. 1903 war die Ötztalstraße bis Sölden fertiggestellt, 1911 wurde die Fortsetzungsstrecke bis Zwieselstein vollendet. 1926 fuhren die ersten Postbusse durch das Ötztal. 1936 wurde der Abschnitt von Zwieselstein nach Gurgl für den Verkehr freigegeben. Von 1955 bis 1959 wurde die Nordrampe der Timmelsjochstraße errichtet.
Die Ötztal Straße bis Zwieselstein gehört seit dem 1. Jänner 1949 zum Netz der Bundesstraßen in Österreich.
Seit dem 1. Jänner 1973 führt die Bundesstraße von Zwieselstein aus weiter bis Untergurgl, wo die mautpflichtige Timmelsjoch-Hochalpenstraße beginnt. Am 1. April 2002 wurde die Ötztalstraße wie die anderen Bundesstraßen in die Landesverwaltung übernommen.
Am 15. Mai 2002 wurde der Name vom Tiroler Landtag in Ötztalstraße geändert.

## Verlauf
Die B 186 ist beim zur Gemeinde Haiming gehörenden Ort Ötztal-Bahnhof mit der Tiroler Straße B 171 und der Inntalautobahn A 12 verbunden. Sie führt über Oetz, Umhausen, Längenfeld und Sölden nach Untergurgl, wobei sie mehrmals die Ötztaler Ache überquert. Die Straße ist überwiegend offen trassiert. Zwischen Huben und Sölden durchquert sie zwei Tunnel und eine Galerie geführt. Zwischen Zwieselstein und Untergurgl folgen drei weitere Galerien. Am Timmelseck in Untergurgl gabelt sie sich in die Gurgler Straße (L 15) nach Obergurgl und die Timmelsjoch-Hochalpenstraße, die nach Hochgurgl und mautpflichtig weiter zum Timmelsjoch (Staatsgrenze zu Italien) führt und eine Privatstraße der Timmelsjoch Hochalpenstraßen AG ist.

## Verkehr
Der durchschnittliche tägliche Verkehr beträgt an der Zählstelle Ötz 14.366 Kraftfahrzeuge, an der Zählstelle Umhausen 8969 und an der Zählstelle Sölden 8120 Kraftfahrzeuge (Stand 2019).